# Championnat de France de rugby à XV de 1re division fédérale 2007-2008
Navigation
Fédérale 1 2006-2007 Fédérale 1 2008-2009
Pour un article plus général, voir Championnat de France de rugby à XV de 1re division fédérale.
Le Championnat de France de 1re division fédérale 2007-2008 voit s'affronter 48 équipes parmi lesquelles deux seront promues en Pro D2 et douze seront reléguées en Fédérale 2. La compétition se déroule du 14 octobre 2007 au 15 juin 2008.
L'US Colomiers dispute cette saison de Fédérale 1, ayant été relégué du Pro D2.
Les clubs de US Tours, RCA Cergy-Pontoise, AS Villeurbanne, US Romans, CA Ribérac, Stade langonnais, US Morlàas, EAB XV et Avenir valencien ont été promus la saison précédente.

## Formule
Ce championnat débute par une phase préliminaire regroupant 48 équipes dans 6 poules. Elle est suivie par deux compétitions distinctes :
- la première (play-offs), appelée « Trophée Jean Prat » depuis 2005, permet de désigner le champion ainsi que l’autre équipe appelée à monter en Pro D2;
- la deuxième (play-downs), continuant sous le nom de « Championnat de France de 1re division fédérale », permet de désigner les 12 équipes qui seront reléguées en Fédérale 2 et celles qui se maintiendront en Fédérale 1.
- À compter de la saison 2007-2008, des points de bonus seront attribués comme en Top 14 et en Pro D2 aux équipes marquant au moins trois essais de plus que leurs adversaires et à celles s’inclinant de moins de 8 points.

### Phase préliminaire
48 équipes réparties en 6 poules de 8. Chaque équipe rencontre les 7 autres équipes de la poule en matches aller/retour - soit 14 rencontres par équipe.
À l'issue de la phase préliminaire: 
- les 4 équipes les mieux classées dans chaque poule sont qualifiées pour le Trophée Jean Prat (play-offs) - soit 24 équipes.
- les 4 autres équipes poursuivent le championnat de 1re division fédérale et jouent la deuxième phase  (play-downs) de celui-ci - soit 24 équipes.

### Deuxième phase
Cette partie du championnat est réservée aux 24 clubs finissant entre la 5e et 8e places de chaque poule durant la phase préliminaire.
Ces 24 clubs sont répartis en 6 poules de 4 ne s’étant pas rencontrées pendant la première  phase (chaque poule comprendra un 5e, un 6e, un 7e et un 8e) et se rencontrent en matches aller/retour sachant que les points marqués et les suspensions obtenues durant la phase préliminaire sont conservés.
À l'issue de cette phase:
- les 2 premiers de chaque poule - soit 12 équipes - se qualifient pour une phase finale, dont le vainqueur de celle-ci remporte un titre honorifique de champion de France, mais n'est pas promu au niveau supérieur.
- les 2 derniers de chaque poule - soit 12 équipes - sont relégués en Fédérale 2.

### Trophée Jean Prat
Cette partie du championnat est réservée aux 24 clubs finissant entre la 1re et 4e places de chaque poule durant la phase préliminaire. Ces 24 clubs sont répartis en 6 poules de 4 et se rencontrent en matches aller/retour sachant que les points marqués et les suspensions obtenues durant la phase préliminaire ne sont pas conservés.
À l'issue de cette phase:
- les 2 premiers de chaque poule - soit 12 équipes - se qualifient pour les 1⁄4 de la phase finale du trophée,

sachant que:
- - les 4 meilleurs premiers sont qualifiés automatiquement pour les 1⁄4 de finale.
  - les 2 autres premiers et les 6 deuxièmes se rencontrent en barrages pour l'attribution des 4 autres places pour les 1⁄4 de finale - soit 4 matches sur terrain neutre.
- les 1⁄4 de finale ont lieu en matches aller/retour.
- les 1⁄2 de finale ont lieu en matches aller/retour.
- les vainqueurs des 1⁄2 sont promus en Pro D2 et se qualifient pour la finale.
- les perdants des 1⁄2 jouent une "petite finale"
- au total 2 équipes sont promues en Pro D2.

## Saison régulière

### Poule 1
| Club                     | Ville             | Saison 2006-2007 | Site officiel |
| ------------------------ | ----------------- | ---------------- | ------------- |
| AC Bobigny               | Bobigny           |                  | Site officiel |
| RCA Cergy Pontoise       | Cergy et Pontoise | Promu            | Site officiel |
| RC Orléans               | Orléans           |                  | Site officiel |
| Stade Poitevin           | Poitiers          |                  | Site officiel |
| RC Rouen                 | Rouen             |                  | Site officiel |
| Sporting nazairien rugby | Saint-Nazaire     |                  | Site officiel |
| US Tours                 | Tours             | Promu            | Site officiel |
| RC Vannes                | Vannes            |                  | Site officiel |

| Rang | Club           | J  | V  | N | D  | Bo | Bd | Pm  | Pe  | Diff | Pts |
| ---- | -------------- | -- | -- | - | -- | -- | -- | --- | --- | ---- | --- |
| 1    | Bobigny        | 14 | 11 | 0 | 3  | 4  | 2  | 299 | 182 | +117 | 50  |
| 2    | Orléans        | 14 | 9  | 0 | 5  | 2  | 4  | 289 | 202 | +87  | 42  |
| 3    | Tours          | 14 | 8  | 0 | 6  | 0  | 4  | 181 | 162 | +19  | 36  |
| 4    | Vannes         | 14 | 7  | 1 | 6  | 0  | 5  | 215 | 181 | +34  | 35  |
| 5    | Rouen          | 14 | 8  | 1 | 5  | 0  | 5  | 217 | 216 | +1   | 35  |
| 6    | Saint-Nazaire  | 14 | 7  | 0 | 7  | 2  | 3  | 247 | 260 | -13  | 33  |
| 7    | Cergy Pontoise | 14 | 4  | 0 | 10 | 1  | 4  | 185 | 272 | -87  | 21  |
| 8    | Poitiers       | 14 | 1  | 0 | 13 | 0  | 7  | 114 | 272 | -158 | 11  |

|  | Qualifiés pour le Trophée Jean-Prat (#1, #2, #3, #4). |
|  | Qualifiés pour les Play-down (#5, #6, #7, #8). |
|  | V : Victoires • N : Matches Nuls • D : Défaites • BO : Bonus offensifs • BD : Bonus défensifs • PP : Points Pour (marqués) • PC : Points Contre (encaissés) • Diff : Différence de points |

### Poule 2
| Club                       | Ville            | Saison 2006-2007 | Site officiel |
| -------------------------- | ---------------- | ---------------- | ------------- |
| US Bressane                | Bourg-en-Bresse  |                  | Site officiel |
| RC Chalon                  | Chalon-sur-Saône |                  | -             |
| SO Chambéry                | Chambéry         |                  | Site officiel |
| Stade dijonnais            | Longvic          |                  | Site officiel |
| Stade domontois Val-d'Oise | Domont           |                  | Site officiel |
| Club sportif Lons Jura     | Lons-le-Saunier  |                  | -             |
| Rugby club Massy Essonne   | Massy            |                  | Site officiel |
| AS Villeurbanne            | Villeurbanne     | Promu            | -             |

| Rang | Club             | J  | V  | N | D  | Bo | Bd | Pm  | Pe  | Diff | Pts |
| ---- | ---------------- | -- | -- | - | -- | -- | -- | --- | --- | ---- | --- |
| 1    | Bourg-en-Bresse  | 14 | 10 | 1 | 3  | 2  | 0  | 279 | 215 | +64  | 44  |
| 2    | Chalon-sur-Saône | 14 | 8  | 2 | 4  | 1  | 2  | 242 | 192 | +50  | 39  |
| 3    | Dijon            | 14 | 7  | 0 | 7  | 1  | 7  | 267 | 187 | +80  | 36  |
| 4    | Lons-le-Saunier  | 14 | 8  | 0 | 6  | 2  | 1  | 258 | 259 | -1   | 35  |
| 5    | Massy            | 14 | 7  | 1 | 6  | 1  | 3  | 216 | 208 | +8   | 34  |
| 6    | Domont           | 14 | 6  | 0 | 8  | 2  | 4  | 259 | 257 | +2   | 30  |
| 7    | Villeurbanne     | 14 | 4  | 0 | 10 | 0  | 4  | 191 | 295 | -104 | 20  |
| 8    | Chambéry         | 14 | 4  | 0 | 10 | 0  | 2  | 135 | 234 | -99  | 18  |

|  | Qualifiés pour le Trophée Jean-Prat (#1, #2, #3, #4). |
|  | Qualifiés pour les Play-down (#5, #6, #7, #8). |
|  | V : Victoires • N : Matches Nuls • D : Défaites • BO : Bonus offensifs • BD : Bonus défensifs • PP : Points Pour (marqués) • PC : Points Contre (encaissés) • Diff : Différence de points |

### Poule 3
| Club                         | Ville            | Saison 2006-2007 | Site officiel |
| ---------------------------- | ---------------- | ---------------- | ------------- |
| Pays d'Aix RC                | Aix-en-Provence  |                  | Site officiel |
| RC Aubenas                   | Aubenas          |                  | Site officiel |
| US Beaurepaire               | Beaurepaire      |                  | Site officiel |
| Avenir sportif de Bédarrides | Bédarrides       |                  | Site officiel |
| US La Seyne                  | La Seyne-sur-Mer |                  | Site officiel |
| Rugby Nice Côte d'Azur       | Nice             |                  | Site officiel |
| US Romans                    | Romans-sur-Isère | Promu            | Site officiel |
| FCS Rumilly                  | Rumilly          |                  | Site officiel |

| Rang | Club                   | J  | V | N | D | Bo | Bd | Pm  | Pe  | Diff | Pts |
| ---- | ---------------------- | -- | - | - | - | -- | -- | --- | --- | ---- | --- |
| 1    | Aix-en-Provence        | 14 | 8 | 2 | 4 | 5  | 1  | 382 | 239 | +143 | 42  |
| 2    | Bédarrides             | 14 | 8 | 0 | 6 | 2  | 2  | 251 | 215 | +36  | 36  |
| 3    | Aubenas                | 14 | 8 | 1 | 5 | 0  | 0  | 232 | 265 | -33  | 34  |
| 4    | Romans                 | 14 | 6 | 2 | 6 | 1  | 3  | 223 | 238 | -15  | 32  |
| 5    | Beaurepaire            | 14 | 7 | 0 | 7 | 0  | 3  | 216 | 226 | -10  | 31  |
| 6    | La Seyne               | 14 | 6 | 1 | 7 | 2  | 2  | 267 | 233 | +34  | 30  |
| 7    | Rugby Nice Côte d'Azur | 14 | 6 | 0 | 8 | 0  | 3  | 188 | 228 | -40  | 27  |
| 8    | Rumilly                | 11 | 3 | 2 | 6 | 0  | 3  | 175 | 293 | -118 | 19  |

|  | Qualifiés pour le Trophée Jean-Prat (#1, #2, #3, #4). |
|  | Qualifiés pour les Play-down (#5, #6, #7, #8). |
|  | V : Victoires • N : Matches Nuls • D : Défaites • BO : Bonus offensifs • BD : Bonus défensifs • PP : Points Pour (marqués) • PC : Points Contre (encaissés) • Diff : Différence de points |

### Poule 4
| Club             | Ville           | Saison 2006-2007 | Site officiel |
| ---------------- | --------------- | ---------------- | ------------- |
| ES Catalane      | Argelès-sur-Mer |                  | Site officiel |
| Cahors rugby     | Cahors          |                  | Site officiel |
| RC Châteaurenard | Châteaurenard   |                  | Site officiel |
| SC Graulhet      | Graulhet        |                  | Site officiel |
| AS Lavaur        | Lavaur          |                  | Site officiel |
| SO Millau        | Millau          |                  | Site officiel |
| RC Nîmes         | Nîmes           |                  | -             |
| Avenir valencien | Valence-d'Agen  | Promu            | Site officiel |

| Rang | Club           | J  | V  | N | D  | Bo | Bd | Pm  | Pe  | Diff | Pts |
| ---- | -------------- | -- | -- | - | -- | -- | -- | --- | --- | ---- | --- |
| 1    | Lavaur         | 14 | 11 | 0 | 3  | 1  | 3  | 259 | 164 | +95  | 48  |
| 2    | Valence d'Agen | 14 | 9  | 0 | 5  | 0  | 4  | 249 | 202 | +47  | 40  |
| 3    | Nîmes          | 14 | 8  | 0 | 6  | 1  | 3  | 236 | 200 | +36  | 36  |
| 4    | ES Catalane    | 14 | 8  | 0 | 6  | 0  | 3  | 259 | 237 | +22  | 35  |
| 5    | Châteaurenard  | 14 | 7  | 1 | 6  | 0  | 1  | 182 | 222 | -40  | 31  |
| 6    | Cahors         | 14 | 6  | 0 | 8  | 0  | 5  | 273 | 286 | -13  | 29  |
| 7    | Graulhet       | 14 | 5  | 0 | 9  | 2  | 5  | 206 | 201 | +5   | 27  |
| 8    | Millau         | 14 | 1  | 1 | 12 | 0  | 5  | 129 | 281 | -152 | 11  |

|  | Qualifiés pour le Trophée Jean-Prat (#1, #2, #3, #4). |
|  | Qualifiés pour les Play-down (#5, #6, #7, #8). |
|  | V : Victoires • N : Matches Nuls • D : Défaites • BO : Bonus offensifs • BD : Bonus défensifs • PP : Points Pour (marqués) • PC : Points Contre (encaissés) • Diff : Différence de points |

### Poule 5
| Club                        | Ville               | Saison 2006-2007 | Site officiel |
| --------------------------- | ------------------- | ---------------- | ------------- |
| US Colomiers                | Colomiers           | Relégué          | Site officiel |
| AS Fleurance                | Fleurance           |                  | Site officiel |
| Stade langonnais            | Langon              | Promu            | Site officiel |
| CA Lannemezan               | Lannemezan          |                  | Site officiel |
| Sport athlétique mauléonais | Mauléon             |                  | Site officiel |
| FC Oloron                   | Oloron-Sainte-Marie |                  | -             |
| US Orthez                   | Orthez              |                  | -             |
| CA Ribérac                  | Ribérac             | Promu            | Site officiel |

| Rang | Club       | J  | V  | N | D  | Bo | Bd | Pm  | Pe  | Diff | Pts |
| ---- | ---------- | -- | -- | - | -- | -- | -- | --- | --- | ---- | --- |
| 1    | Colomiers  | 14 | 13 | 0 | 1  | 8  | 1  | 437 | 119 | +318 | 61  |
| 2    | Lannemezan | 14 | 10 | 0 | 4  | 5  | 0  | 287 | 205 | +82  | 45  |
| 3    | Oloron     | 14 | 7  | 2 | 5  | 1  | 2  | 227 | 240 | -13  | 35  |
| 4    | Ribérac    | 14 | 6  | 0 | 8  | 1  | 3  | 177 | 221 | -44  | 28  |
| 5    | Langon     | 14 | 6  | 0 | 8  | 0  | 4  | 212 | 264 | -52  | 28  |
| 6    | Mauléon    | 14 | 6  | 1 | 7  | 0  | 0  | 199 | 240 | -41  | 26  |
| 7    | Orthez     | 14 | 4  | 1 | 9  | 0  | 2  | 207 | 321 | -114 | 20  |
| 8    | Fleurance  | 14 | 1  | 2 | 11 | 0  | 3  | 142 | 278 | -136 | 11  |

|  | Qualifiés pour le Trophée Jean-Prat (#1, #2, #3, #4). |
|  | Qualifiés pour les Play-down (#5, #6, #7, #8). |
|  | V : Victoires • N : Matches Nuls • D : Défaites • BO : Bonus offensifs • BD : Bonus défensifs • PP : Points Pour (marqués) • PC : Points Contre (encaissés) • Diff : Différence de points |

### Poule 6
| Club                       | Ville                    | Saison 2006-2007 | Site officiel |
| -------------------------- | ------------------------ | ---------------- | ------------- |
| FC Lourdes                 | Lourdes                  |                  | Site officiel |
| UR Marmande Casteljaloux   | Marmande-Casteljaloux    |                  | Site officiel |
| Entente Astarac Bigorre XV | Miélan-Mirande-Rabastens | Promu            | Site officiel |
| US Morlaàs                 | Morlaàs                  | Promu            | Site officiel |
| US Nafarroa                | Garazi-Baïgorry          |                  | Site officiel |
| CA Périgueux               | Périgueux                |                  | Site officiel |
| Saint-Jean-de-Luz OR       | Saint-Jean-de-Luz        |                  | Site officiel |
| Tyrosse RCS                | Saint-Vincent-de-Tyrosse |                  | Site officiel |

| Rang | Club                     | J  | V  | N | D  | Bo | Bd | Pm  | Pe  | Diff | Pts |
| ---- | ------------------------ | -- | -- | - | -- | -- | -- | --- | --- | ---- | --- |
| 1    | Marmande-Casteljaloux    | 14 | 11 | 0 | 3  | 5  | 1  | 307 | 176 | +131 | 50  |
| 2    | Tyrosse                  | 14 | 9  | 0 | 5  | 3  | 3  | 300 | 220 | +80  | 42  |
| 3    | Périgueux                | 14 | 8  | 1 | 5  | 4  | 2  | 308 | 202 | +106 | 40  |
| 4    | Saint-Jean-de-Luz        | 14 | 8  | 0 | 6  | 3  | 5  | 283 | 228 | +55  | 40  |
| 5    | Morlaàs                  | 14 | 7  | 1 | 6  | 2  | 2  | 249 | 218 | +31  | 31  |
| 6    | Lourdes                  | 14 | 5  | 1 | 8  | 2  | 4  | 251 | 251 | 0    | 28  |
| 7    | Nafarroa                 | 14 | 4  | 1 | 9  | 0  | 0  | 159 | 428 | -269 | 18  |
| 8    | Miélan-Mirande-Rabastens | 14 | 2  | 0 | 12 | 1  | 6  | 174 | 308 | -134 | 15  |

|  | Qualifiés pour le Trophée Jean-Prat (#1, #2, #3, #4). |
|  | Qualifiés pour les Play-down (#5, #6, #7, #8). |
|  | V : Victoires • N : Matches Nuls • D : Défaites • BO : Bonus offensifs • BD : Bonus défensifs • PP : Points Pour (marqués) • PC : Points Contre (encaissés) • Diff : Différence de points |

## Trophée Jean-Prat

### Poule 1
| Rang | Club             | J | V | N | D | Bo | Bd | Pm  | Pe  | Diff | Pts |
| ---- | ---------------- | - | - | - | - | -- | -- | --- | --- | ---- | --- |
| 1    | Bobigny          | 6 | 5 | 0 | 1 | 0  | 1  | 122 | 97  | +25  | 21  |
| 2    | Chalon-sur-Saône | 6 | 4 | 0 | 2 | 1  | 2  | 127 | 75  | +52  | 19  |
| 3    | ES Catalane      | 6 | 3 | 0 | 3 | 1  | 1  | 95  | 99  | -4   | 14  |
| 4    | Aubenas          | 6 | 0 | 0 | 6 | 0  | 2  | 101 | 174 | -73  | 2   |

|  | Qualifiés pour la phase finale (#1, #2). |
|  | V : Victoires • N : Matches Nuls • D : Défaites • BO : Bonus offensifs • BD : Bonus défensifs • PP : Points Pour (marqués) • PC : Points Contre (encaissés) • Diff : Différence de points |

### Poule 2
| Rang | Club            | J | V | N | D | Bo | Bd | Pm  | Pe  | Diff | Pts |
| ---- | --------------- | - | - | - | - | -- | -- | --- | --- | ---- | --- |
| 1    | Bourg-en-Bresse | 6 | 5 | 0 | 1 | 2  | 1  | 137 | 79  | +58  | 23  |
| 2    | Bédarrides      | 6 | 4 | 0 | 2 | 1  | 1  | 111 | 85  | +26  | 18  |
| 3    | Nîmes           | 6 | 2 | 0 | 4 | 0  | 2  | 102 | 109 | -7   | 10  |
| 4    | Ribérac         | 6 | 1 | 0 | 5 | 0  | 1  | 86  | 163 | -77  | 5   |

|  | Qualifiés pour la phase finale (#1, #2). |
|  | V : Victoires • N : Matches Nuls • D : Défaites • BO : Bonus offensifs • BD : Bonus défensifs • PP : Points Pour (marqués) • PC : Points Contre (encaissés) • Diff : Différence de points |

### Poule 3
| Rang | Club              | J | V | N | D | Bo | Bd | Pm  | Pe  | Diff | Pts |
| ---- | ----------------- | - | - | - | - | -- | -- | --- | --- | ---- | --- |
| 1    | Aix-en-Provence   | 6 | 4 | 0 | 2 | 1  | 1  | 133 | 91  | +42  | 18  |
| 2    | Valence d'Agen    | 6 | 4 | 0 | 2 | 0  | 1  | 123 | 113 | +10  | 16  |
| 3    | Saint-Jean-de-Luz | 6 | 3 | 0 | 3 | 2  | 2  | 164 | 116 | +48  | 16  |
| 4    | Oloron            | 6 | 1 | 0 | 5 | 0  | 1  | 58  | 158 | -100 | 5   |

|  | Qualifiés pour la phase finale (#1, #2). |
|  | V : Victoires • N : Matches Nuls • D : Défaites • BO : Bonus offensifs • BD : Bonus défensifs • PP : Points Pour (marqués) • PC : Points Contre (encaissés) • Diff : Différence de points |

### Poule 4
| Rang | Club       | J | V | N | D | Bo | Bd | Pm  | Pe  | Diff | Pts |
| ---- | ---------- | - | - | - | - | -- | -- | --- | --- | ---- | --- |
| 1    | Périgueux  | 6 | 4 | 0 | 2 | 0  | 2  | 114 | 74  | +40  | 18  |
| 2    | Lannemezan | 6 | 4 | 0 | 2 | 0  | 1  | 95  | 82  | +13  | 17  |
| 3    | Lavaur     | 6 | 3 | 0 | 3 | 0  | 2  | 89  | 99  | -10  | 14  |
| 4    | Vannes     | 6 | 1 | 0 | 5 | 0  | 2  | 76  | 119 | -43  | 6   |

|  | Qualifiés pour la phase finale (#1, #2). |
|  | V : Victoires • N : Matches Nuls • D : Défaites • BO : Bonus offensifs • BD : Bonus défensifs • PP : Points Pour (marqués) • PC : Points Contre (encaissés) • Diff : Différence de points |

### Poule 5
| Rang | Club            | J | V | N | D | Bo | Bd | Pm  | Pe  | Diff | Pts |
| ---- | --------------- | - | - | - | - | -- | -- | --- | --- | ---- | --- |
| 1    | Colomiers       | 6 | 5 | 0 | 1 | 3  | 1  | 158 | 48  | +110 | 24  |
| 2    | Tyrosse         | 6 | 4 | 0 | 2 | 0  | 1  | 92  | 83  | +9   | 17  |
| 3    | Lons-le-Saunier | 6 | 2 | 0 | 4 | 0  | 3  | 77  | 126 | -49  | 10  |
| 4    | Tours           | 6 | 1 | 0 | 5 | 0  | 2  | 59  | 129 | -70  | 6   |

|  | Qualifiés pour la phase finale (#1, #2). |
|  | V : Victoires • N : Matches Nuls • D : Défaites • BO : Bonus offensifs • BD : Bonus défensifs • PP : Points Pour (marqués) • PC : Points Contre (encaissés) • Diff : Différence de points |

### Poule 6
| Rang | Club                  | J | V | N | D | Bo | Bd | Pm  | Pe  | Diff | Pts |
| ---- | --------------------- | - | - | - | - | -- | -- | --- | --- | ---- | --- |
| 1    | Orléans               | 6 | 4 | 0 | 2 | 1  | 1  | 86  | 67  | +19  | 18  |
| 2    | Marmande-Casteljaloux | 6 | 3 | 1 | 2 | 1  | 2  | 100 | 69  | +31  | 17  |
| 3    | Dijon                 | 6 | 3 | 0 | 3 | 0  | 1  | 108 | 102 | +6   | 13  |
| 4    | Romans                | 6 | 1 | 1 | 4 | 1  | 1  | 82  | 138 | -56  | 8   |

|  | Qualifiés pour la phase finale (#1, #2). |
|  | V : Victoires • N : Matches Nuls • D : Défaites • BO : Bonus offensifs • BD : Bonus défensifs • PP : Points Pour (marqués) • PC : Points Contre (encaissés) • Diff : Différence de points |

### Phase finale
Les quarts de finale et demi-finales se jouent en match aller-retour. Les points marqués lors de chaque match sont séparés par une barre verticale « | ». Le vainqueur est celui qui a marqué le plus de points sur l'ensemble des deux rencontres.
|  | Huitièmes de finale   | Huitièmes de finale |                  |          | Quarts de finale | Quarts de finale |  |  | Demi-finales | Demi-finales |  |  | Finale | Finale |
|  | Huitièmes de finale   | Huitièmes de finale |                  |          | Quarts de finale | Quarts de finale |  |  | Demi-finales | Demi-finales |  |  | Finale | Finale |
|  |                       |                     |                  |          |                  |                  |  |  |              |              |  |  |        |        |
|  |                       |                     |                  |          |                  |                  |  |  |              |              |  |  |        |        |
|  |                       |                     |                  |          |                  |                  |  |  |              |              |  |  |        |        |
|  | Valence d'Agen        | 16                  |                  |          |                  |                  |  |  |              |              |  |  |        |        |
|  | Valence d'Agen        | 16                  |                  |          |                  |                  |  |  |              |              |  |  |        |        |
|  | Orléans               | 15                  |                  |          |                  |                  |  |  |              |              |  |  |        |        |
|  | Orléans               | 15                  | Valence d'Agen   | 20 \| 3  |                  |                  |  |  |              |              |  |  |        |        |
|  |                       |                     | Valence d'Agen   | 20 \| 3  |                  |                  |  |  |              |              |  |  |        |        |
|  |                       | Périgueux           | 20 \| 22         |          |                  |                  |  |  |              |              |  |  |        |        |
|  | -                     | Périgueux           | 20 \| 22         | -        |                  |                  |  |  |              |              |  |  |        |        |
|  | -                     |                     |                  | -        |                  |                  |  |  |              |              |  |  |        |        |
|  | Périgueux             | -                   |                  |          |                  |                  |  |  |              |              |  |  |        |        |
|  | Périgueux             | -                   | Périgueux        | 12 \| 6  |                  |                  |  |  |              |              |  |  |        |        |
|  |                       |                     | Périgueux        | 12 \| 6  |                  |                  |  |  |              |              |  |  |        |        |
|  |                       | Colomiers           | 12 \| 9          |          |                  |                  |  |  |              |              |  |  |        |        |
|  | Bédarrides            | Colomiers           | 12 \| 9          | 13       |                  |                  |  |  |              |              |  |  |        |        |
|  | Bédarrides            |                     |                  | 13       |                  |                  |  |  |              |              |  |  |        |        |
|  | Lannemezan            | 25                  |                  |          |                  |                  |  |  |              |              |  |  |        |        |
|  | Lannemezan            | 25                  | Lannemezan       | 7 \| 21  |                  |                  |  |  |              |              |  |  |        |        |
|  |                       |                     | Lannemezan       | 7 \| 21  |                  |                  |  |  |              |              |  |  |        |        |
|  |                       | Colomiers           | 26 \| 52         |          |                  |                  |  |  |              |              |  |  |        |        |
|  | -                     | Colomiers           | 26 \| 52         | -        |                  |                  |  |  |              |              |  |  |        |        |
|  | -                     |                     |                  | -        |                  |                  |  |  |              |              |  |  |        |        |
|  | Colomiers             | -                   |                  |          |                  |                  |  |  |              |              |  |  |        |        |
|  | Colomiers             | -                   | Colomiers        | 36       |                  |                  |  |  |              |              |  |  |        |        |
|  |                       |                     | Colomiers        | 36       |                  |                  |  |  |              |              |  |  |        |        |
|  |                       | Bourg-en-Bresse     | 3                |          |                  |                  |  |  |              |              |  |  |        |        |
|  | Marmande-Casteljaloux | Bourg-en-Bresse     | 3                | 0        |                  |                  |  |  |              |              |  |  |        |        |
|  | Marmande-Casteljaloux |                     |                  | 0        |                  |                  |  |  |              |              |  |  |        |        |
|  | Aix-en-Provence       | 6                   |                  |          |                  |                  |  |  |              |              |  |  |        |        |
|  | Aix-en-Provence       | 6                   | Aix-en-Provence  | 31 \| 3  |                  |                  |  |  |              |              |  |  |        |        |
|  |                       |                     | Aix-en-Provence  | 31 \| 3  |                  |                  |  |  |              |              |  |  |        |        |
|  |                       | Bobigny             | 19 \| 13         |          |                  |                  |  |  |              |              |  |  |        |        |
|  | -                     | Bobigny             | 19 \| 13         | -        |                  |                  |  |  |              |              |  |  |        |        |
|  | -                     |                     |                  | -        |                  |                  |  |  |              |              |  |  |        |        |
|  | Bobigny               | -                   |                  |          |                  |                  |  |  |              |              |  |  |        |        |
|  | Bobigny               | -                   | Aix-en-Provence  | 22 \| 3  |                  |                  |  |  |              |              |  |  |        |        |
|  |                       |                     | Aix-en-Provence  | 22 \| 3  |                  |                  |  |  |              |              |  |  |        |        |
|  |                       | Bourg-en-Bresse     | 17 \| 14         |          |                  |                  |  |  |              |              |  |  |        |        |
|  | Tyrosse               | Bourg-en-Bresse     | 17 \| 14         | 16       |                  |                  |  |  |              |              |  |  |        |        |
|  | Tyrosse               |                     |                  | 16       |                  |                  |  |  |              |              |  |  |        |        |
|  | Chalon-sur-Saône      | 22                  |                  |          |                  |                  |  |  |              |              |  |  |        |        |
|  | Chalon-sur-Saône      | 22                  | Chalon-sur-Saône | 12 \| 12 |                  |                  |  |  |              |              |  |  |        |        |
|  |                       |                     | Chalon-sur-Saône | 12 \| 12 |                  |                  |  |  |              |              |  |  |        |        |
|  |                       | Bourg-en-Bresse     | 12 \| 29         |          |                  |                  |  |  |              |              |  |  |        |        |
|  | -                     | Bourg-en-Bresse     | 12 \| 29         | -        |                  |                  |  |  |              |              |  |  |        |        |
|  | -                     |                     |                  | -        |                  |                  |  |  |              |              |  |  |        |        |
|  | Bourg-en-Bresse       | -                   |                  |          |                  |                  |  |  |              |              |  |  |        |        |
|  | Bourg-en-Bresse       | -                   |                  |          |                  |                  |  |  |              |              |  |  |        |        |

### Finale
| Samedi 7 juin 2008 | Union sportive bressane Pays de l'Ain                                              | 3 - 36. (3 - 5) | Union sportive Colomiers | Stade Parsemain, Fos-sur-Mer Arbitre : Hervé Dubès |
| Samedi 7 juin 2008 | Pénalité(s) : 1 Mathieu Chabeaud (15e) Carton(s) jaune(s) : 1 Pascal Lafitte (34e) |                 | Essai(s) : 5 Morgan Saout (5e), Pascal Vignard (52e), Morgan Saout (76e), Morgan Saout (79e), Thomas Pochelu (81e) Transformation(s) : 4 Frédéric Pujo (52e), Thomas Pochelu (76e), Sébastien Inigo (79ee, Thomas Pochelu (81e) Drop(s) : 1 Thomas Pochelu (70e) | Stade Parsemain, Fos-sur-Mer Arbitre : Hervé Dubès |
| Samedi 7 juin 2008 |                                                                                    |                 | | Stade Parsemain, Fos-sur-Mer Arbitre : Hervé Dubès |

| Titulaires · Silvère Tian 15 · Christian Kokoali 14 · Mickael Bourguignon 13 · 55e Yoann Boulanger 12 · Clément Mounic 11 · 55e Mathieu Chabeaud 10 · 67e Alexandre Ducrozet 9 · 63e Aurélien Vacheret 8 · Grégory Garnier 7 · Hamza Zouhair 6 · 41e Pascal Lafitte 5 · Bertrand Aurignac 4 · 53e Kockane Korkmaz 3 · 41e Richard Coulas 2 · Kenan Mutapčić 1 · Remplaçants · 41e Julien Hourcade 16 · 53e Antoine Bonza 17 · 41e Julien Flanquart 18 · 63e Puni Lio 19 · 55e Nicolas Manguelin 20 · 67e Jéremy Perret 21 · 55e Richard Savey 22 · Entraîneur · Jean Anturville, Jean Pierre Boisson |  | Titulaires · 15 Sylvain Jouve · 14 Morgan Saout · 13 Éric San Vicente 68e · 12 Julien Rey · 11 Damien Denechaud · 10 Frédéric Pujo 61e · 9 Jérémy Bertin 61e · 8 Julien Tourtoulou · 7 Pascal Vignard 56e · 6 Fabien Berneau · 5 Romain Mémain · 4 Gildas Moro 55e · 3 Anthony Roux 60e · 2 Benjamin Rioux 55e · 1 Julien Turini · Remplaçants · 16 Christophe Laurent 55e · 17 Guillaume Bergos 60e · 18 Frédéric Laluque 55e · 19 Vincent Sacilotto 56e · 20 Sébastien Inigo 61e · 21 Thomas Pochelu 61e · 22 Yannick Larguet 68e · Entraîneur · Bernard De Giusti, Roland Pujo |

## Play-Down

### Poule 1
| Rang | Club                   | J  | V  | N | D  | Bo | Bd | Pm  | Pe  | Diff | Pts |
| ---- | ---------------------- | -- | -- | - | -- | -- | -- | --- | --- | ---- | --- |
| 1    | Rouen                  | 20 | 12 | 1 | 7  | 1  | 2  | 303 | 313 | -10  | 53  |
| 2    | Domont                 | 20 | 10 | 0 | 10 | 5  | 5  | 399 | 337 | +62  | 50  |
| 3    | Rugby Nice Côte d'Azur | 20 | 9  | 0 | 11 | 2  | 5  | 319 | 312 | +7   | 43  |
| 4    | Millau                 | 20 | 2  | 1 | 17 | 0  | 6  | 197 | 447 | -250 | 16  |

|  | Qualifiés pour la phase finale (#1, #2). |
|  | Relégués en Fédérale 2 (#3, #4). |
|  | V : Victoires • N : Matches Nuls • D : Défaites • BO : Bonus offensifs • BD : Bonus défensifs • PP : Points Pour (marqués) • PC : Points Contre (encaissés) • Diff : Différence de points |

### Poule 2
| Rang | Club      | J  | V  | N | D  | Bo | Bd | Pm  | Pe  | Diff | Pts |
| ---- | --------- | -- | -- | - | -- | -- | -- | --- | --- | ---- | --- |
| 1    | La Seyne  | 20 | 11 | 1 | 8  | 3  | 3  | 446 | 321 | +125 | 52  |
| 2    | Massy     | 20 | 11 | 1 | 8  | 1  | 3  | 345 | 343 | +2   | 50  |
| 3    | Graulhet  | 20 | 8  | 0 | 12 | 4  | 7  | 331 | 304 | +27  | 43  |
| 4    | Fleurance | 20 | 1  | 2 | 17 | 0  | 5  | 202 | 442 | -240 | 13  |

|  | Qualifiés pour la phase finale (#1, #2). |
|  | Relégués en Fédérale 2 (#3, #4). |
|  | V : Victoires • N : Matches Nuls • D : Défaites • BO : Bonus offensifs • BD : Bonus défensifs • PP : Points Pour (marqués) • PC : Points Contre (encaissés) • Diff : Différence de points |

### Poule 3
| Rang | Club                     | J  | V  | N | D  | Bo | Bd | Pm  | Pe  | Diff | Pts |
| ---- | ------------------------ | -- | -- | - | -- | -- | -- | --- | --- | ---- | --- |
| 1    | Beaurepaire              | 20 | 11 | 0 | 9  | 0  | 3  | 315 | 322 | -7   | 47  |
| 2    | Cahors                   | 20 | 9  | 1 | 10 | 1  | 5  | 396 | 378 | +18  | 44  |
| 3    | Orthez                   | 20 | 8  | 2 | 10 | 2  | 2  | 332 | 390 | -58  | 40  |
| 4    | Miélan-Mirande-Rabastens | 20 | 2  | 0 | 18 | 1  | 8  | 218 | 444 | -226 | 17  |

|  | Qualifiés pour la phase finale (#1, #2). |
|  | Relégués en Fédérale 2 (#3, #4). |
|  | V : Victoires • N : Matches Nuls • D : Défaites • BO : Bonus offensifs • BD : Bonus défensifs • PP : Points Pour (marqués) • PC : Points Contre (encaissés) • Diff : Différence de points |

### Poule 4
| Rang | Club          | J  | V | N | D  | Bo | Bd | Pm  | Pe  | Diff | Pts |
| ---- | ------------- | -- | - | - | -- | -- | -- | --- | --- | ---- | --- |
| 1    | Châteaurenard | 20 | 9 | 1 | 10 | 0  | 4  | 283 | 322 | -39  | 42  |
| 2    | Mauléon       | 20 | 9 | 1 | 10 | 0  | 0  | 263 | 334 | -71  | 38  |
| 3    | Poitiers      | 20 | 6 | 0 | 14 | 1  | 8  | 268 | 341 | -73  | 33  |
| 4    | Nafarroa      | 20 | 6 | 1 | 13 | 0  | 3  | 248 | 573 | -325 | 29  |

|  | Qualifiés pour la phase finale (#1, #2). |
|  | Relégués en Fédérale 2 (#3, #4). |
|  | V : Victoires • N : Matches Nuls • D : Défaites • BO : Bonus offensifs • BD : Bonus défensifs • PP : Points Pour (marqués) • PC : Points Contre (encaissés) • Diff : Différence de points |

### Poule 5
| Rang | Club           | J  | V | N | D  | Bo | Bd | Pm  | Pe  | Diff | Pts |
| ---- | -------------- | -- | - | - | -- | -- | -- | --- | --- | ---- | --- |
| 1    | Lourdes        | 20 | 8 | 2 | 10 | 3  | 5  | 386 | 370 | +16  | 44  |
| 2    | Langon         | 20 | 9 | 0 | 11 | 0  | 5  | 305 | 365 | -60  | 41  |
| 3    | Cergy Pontoise | 20 | 8 | 0 | 12 | 2  | 4  | 284 | 370 | -86  | 38  |
| 4    | Chambéry       | 20 | 5 | 1 | 14 | 0  | 6  | 246 | 354 | -108 | 28  |

|  | Qualifiés pour la phase finale (#1, #2). |
|  | Relégués en Fédérale 2 (#3, #4). |
|  | V : Victoires • N : Matches Nuls • D : Défaites • BO : Bonus offensifs • BD : Bonus défensifs • PP : Points Pour (marqués) • PC : Points Contre (encaissés) • Diff : Différence de points |

### Poule 6
| Rang | Club                   | J  | V  | N | D  | Bo | Bd | Pm  | Pe  | Diff | Pts |
| ---- | ---------------------- | -- | -- | - | -- | -- | -- | --- | --- | ---- | --- |
| 1    | Morlaàs                | 20 | 11 | 1 | 8  | 3  | 3  | 365 | 324 | +41  | 52  |
| 2    | Saint-Nazaire          | 20 | 10 | 0 | 10 | 3  | 5  | 356 | 336 | +20  | 48  |
| 3    | Villeurbanne           | 20 | 9  | 0 | 11 | 3  | 4  | 334 | 398 | -64  | 43  |
| 4    | Rumilly (Haute-Savoie) | 20 | 3  | 2 | 15 | 0  | 5  | 260 | 461 | -201 | 21  |

|  | Qualifiés pour la phase finale (#1, #2). |
|  | Relégués en Fédérale 2 (#3, #4). |
|  | V : Victoires • N : Matches Nuls • D : Défaites • BO : Bonus offensifs • BD : Bonus défensifs • PP : Points Pour (marqués) • PC : Points Contre (encaissés) • Diff : Différence de points |

### Phase finale
|  | Huitièmes de finale | Huitièmes de finale |               |    | Quarts de finale | Quarts de finale |  |  | Demi-finales | Demi-finales |  |  | Finale | Finale |
|  | Huitièmes de finale | Huitièmes de finale |               |    | Quarts de finale | Quarts de finale |  |  | Demi-finales | Demi-finales |  |  | Finale | Finale |
|  |                     |                     |               |    |                  |                  |  |  |              |              |  |  |        |        |
|  |                     |                     |               |    |                  |                  |  |  |              |              |  |  |        |        |
|  |                     |                     |               |    |                  |                  |  |  |              |              |  |  |        |        |
|  | Domont              | 35                  |               |    |                  |                  |  |  |              |              |  |  |        |        |
|  | Domont              | 35                  |               |    |                  |                  |  |  |              |              |  |  |        |        |
|  | Saint-Nazaire       | 36                  |               |    |                  |                  |  |  |              |              |  |  |        |        |
|  | Saint-Nazaire       | 36                  | Saint-Nazaire | 29 |                  |                  |  |  |              |              |  |  |        |        |
|  |                     |                     | Saint-Nazaire | 29 |                  |                  |  |  |              |              |  |  |        |        |
|  |                     | Rouen               | 0             |    |                  |                  |  |  |              |              |  |  |        |        |
|  | -                   | Rouen               | 0             | -  |                  |                  |  |  |              |              |  |  |        |        |
|  | -                   |                     |               | -  |                  |                  |  |  |              |              |  |  |        |        |
|  | Rouen               | -                   |               |    |                  |                  |  |  |              |              |  |  |        |        |
|  | Rouen               | -                   | Saint-Nazaire | 19 |                  |                  |  |  |              |              |  |  |        |        |
|  |                     |                     | Saint-Nazaire | 19 |                  |                  |  |  |              |              |  |  |        |        |
|  |                     | Lourdes             | 26            |    |                  |                  |  |  |              |              |  |  |        |        |
|  | Mauléon             | Lourdes             | 26            | 9  |                  |                  |  |  |              |              |  |  |        |        |
|  | Mauléon             |                     |               | 9  |                  |                  |  |  |              |              |  |  |        |        |
|  | Lourdes             | 30                  |               |    |                  |                  |  |  |              |              |  |  |        |        |
|  | Lourdes             | 30                  | Lourdes       | 28 |                  |                  |  |  |              |              |  |  |        |        |
|  |                     |                     | Lourdes       | 28 |                  |                  |  |  |              |              |  |  |        |        |
|  |                     | Beaurepaire         | 16            |    |                  |                  |  |  |              |              |  |  |        |        |
|  | -                   | Beaurepaire         | 16            | -  |                  |                  |  |  |              |              |  |  |        |        |
|  | -                   |                     |               | -  |                  |                  |  |  |              |              |  |  |        |        |
|  | Beaurepaire         | -                   |               |    |                  |                  |  |  |              |              |  |  |        |        |
|  | Beaurepaire         | -                   | Lourdes       | 5  |                  |                  |  |  |              |              |  |  |        |        |
|  |                     |                     | Lourdes       | 5  |                  |                  |  |  |              |              |  |  |        |        |
|  |                     | La Seyne            | 3             |    |                  |                  |  |  |              |              |  |  |        |        |
|  | Cahors              | La Seyne            | 3             | 24 |                  |                  |  |  |              |              |  |  |        |        |
|  | Cahors              |                     |               | 24 |                  |                  |  |  |              |              |  |  |        |        |
|  | Massy               | 25                  |               |    |                  |                  |  |  |              |              |  |  |        |        |
|  | Massy               | 25                  | Massy         | 27 |                  |                  |  |  |              |              |  |  |        |        |
|  |                     |                     | Massy         | 27 |                  |                  |  |  |              |              |  |  |        |        |
|  |                     | La Seyne            | 31            |    |                  |                  |  |  |              |              |  |  |        |        |
|  | -                   | La Seyne            | 31            | -  |                  |                  |  |  |              |              |  |  |        |        |
|  | -                   |                     |               | -  |                  |                  |  |  |              |              |  |  |        |        |
|  | La Seyne            | -                   |               |    |                  |                  |  |  |              |              |  |  |        |        |
|  | La Seyne            | -                   | La Seyne      | 28 |                  |                  |  |  |              |              |  |  |        |        |
|  |                     |                     | La Seyne      | 28 |                  |                  |  |  |              |              |  |  |        |        |
|  |                     | Langon              | 13            |    |                  |                  |  |  |              |              |  |  |        |        |
|  | Langon              | Langon              | 13            | 16 |                  |                  |  |  |              |              |  |  |        |        |
|  | Langon              |                     |               | 16 |                  |                  |  |  |              |              |  |  |        |        |
|  | Châteaurenard       | 14                  |               |    |                  |                  |  |  |              |              |  |  |        |        |
|  | Châteaurenard       | 14                  | Langon        | 22 |                  |                  |  |  |              |              |  |  |        |        |
|  |                     |                     | Langon        | 22 |                  |                  |  |  |              |              |  |  |        |        |
|  |                     | Morlaàs             | 11            |    |                  |                  |  |  |              |              |  |  |        |        |
|  | -                   | Morlaàs             | 11            | -  |                  |                  |  |  |              |              |  |  |        |        |
|  | -                   |                     |               | -  |                  |                  |  |  |              |              |  |  |        |        |
|  | Morlaàs             | -                   |               |    |                  |                  |  |  |              |              |  |  |        |        |
|  | Morlaàs             | -                   |               |    |                  |                  |  |  |              |              |  |  |        |        |

## Promotions et relégations

### Clubs Promus en Pro D2
- US Colomiers (Colomiers)
- US Bressane (Bourg-en-Bresse)

### Clubs Relégués en Fédérale 2
- RCA Cergy Pontoise (Cergy et Pontoise)
- Stade Poitevin (Poitiers)
- SO Chambéry (Chambéry)
- Football club sportif Rumilly  (Rumilly)
- SO Millau (Millau)
- AS Fleurance  (Fleurance)
- US Orthez (Orthez)
- Entente Astarac Bigorre XV (Miélan-Mirande-Rabastens)
- US Nafarroa (Garazi-Baïgorry)
- RC Nîmes (Nîmes) Relégation administrative
- US Tours (Tours) Relégation administrative

Le SC Graulhet, l'AS Villeurbanne et le Rugby Nice Côte d'Azur sont maintenus en Fédérale 1 à la suite des relégations administratives du RC Nîmes et de l'US Tours relégués en Fédérale 2 tout comme Blagnac SCR qui descend de la Pro D2 vers la Fédérale 2.